# Златна кока
Златна кока је шести студијски албум Гоге Секулић који је објављен 2008. године за Гранд продукцију на CDу.Текстове песама су написали Марина Туцаковић и Милош Рогановић.